# Fritz Schmiedel
Fritz Schmiedel (né le 26 mars 1906 à Vienne, mort le 10 novembre 1979 à Innsbruck) est un acteur et metteur en scène autrichien.

## Biographie
Fritz Schmiedel prend des cours privés auprès de Hermann Wawra, membre du Burgtheater, et débute en 1925 au théâtre de Teplitz-Schönau. Il a des engagements jusqu'à la fin de la Seconde Guerre mondiale à Vienne et à Breslau et ensuite au Schauspielhaus de Zurich et au Nationaltheater Mannheim. À partir de 1955, Fritz Schmiedel exerce la profession d'acteur et de metteur en scène en chef au Deutsches Theater Göttingen. En 1956, il s'installe au Niedersächsische Staatstheater Hannover et en 1960 au théâtre Thalia à Hambourg.
Fritz Schmiedel participe également à des productions cinématographiques et télévisuelles. Il commence dans des productions françaises Les Casse-pieds en 1948 et Le Silence de la mer en 1949. Il obtient le Deutscher Filmpreis du meilleur second rôle pour Der Mann, der sich verkaufte en 1959. Dans les années 1960, il a essentiellement des rôles dans des séries télévisuelles.

## Filmographie
Cinéma
- 1946 : Un ami viendra ce soir
- 1948 : Hin und her
- 1948 : Les Casse-pieds
- 1949 : Le Silence de la mer
- 1949 : Mission à Tanger
- 1950 : Cordula
- 1954 : Drei vom Varieté
- 1956 : Fuhrmann Henschel
- 1957 : Unter Achtzehn
- 1959 : Der Mann, der sich verkaufte (de)
- 1959 : Les Buddenbrook
- 1960 : Mit 17 weint man nicht
- 1960 : Je ne voulais pas être un nazi
- 1960 : Geständnis einer Sechzehnjährigen
- 1963 : Ein Alibi zerbricht

Téléfilms
- 1954 : Was ihr wollt
- 1955 : Das heilige Experiment
- 1956 : Der Verrat von Ottawa
- 1958 : César
- 1958 : Die Abwerbung
- 1958 : Colombe
- 1960 : Claudia
- 1960 : Familie
- 1961 : Spiel um Job
- 1963 : Leutnant Gustl
- 1963 : Die Abrechnung
- 1964 : Wachet und singet
- 1964 : Die Bekehrung des Ferdys Pistora
- 1964 : Das vierte Gebot
- 1966 : Das große Geschäft
- 1967 : Der Befehl
- 1967 : Der Trinker
- 1967 : Der Mieter
- 1967 : Der Tod läuft hinterher
- 1969 : Die Kobibs’chen des Mr. Miggletwitcher
- 1971 : Der Fall Jägerstätter (de)
- 1971 : Was weiß man denn

Séries télévisées
- 1964 : Die fünfte Kolonne – Treffpunkt Wien
- 1964 : Das Kriminalmuseum – Der Schlüssel
- 1966 : Adrian der Tulpendieb
- 1966 : Die fünfte Kolonne – Das verräterische Licht
- 1968 : Das Kriminalmuseum – Das Goldstück
- 1969 : Der Kommissar – Die Tote im Dornbusch
- 1970 : Die seltsamen Methoden des Franz Josef Wanninger – Der Freund und Helfer
- 1970 : Der Kurier der Kaiserin – Die Erbschaft
- 1971 : Der Kommissar – Grau-roter Morgen
- 1971 : Wenn der Vater mit dem Sohne – Mein Freund Charly + Der Urlaub
- 1973 : Der Kommissar – Rudek
- 1974 : Der Kommissar – Mit den Augen eines Mörders
- 1975 : Inspecteur Derrick : Le Bus de minuit